# جيم وايز
جيم وايز (بالإنجليزية: Jim Wise)‏ هو ملحن وممثل أمريكي، ولد في 30 يوليو 1964 بسانتا مونيكا في الولايات المتحدة.

## أعمال

### أفلام
- (1996) سبيس جام[2]
- (2006) قصة ريكي بوبي[3]
- (2012) فندق ترانسيلفانيا[4]

### مسلسلات
- أميريكان داد!
- جاغ
- ويزردز أوف ويفرلي بليس[5]

## وصلات خارجية
- جيم وايز على موقع IMDb (الإنجليزية)
- جيم وايز على موقع ألو سيني (الفرنسية)
- جيم وايز على موقع ميوزك برينز (الإنجليزية)
- جيم وايز على موقع أول موفي (الإنجليزية)
- جيم وايز على موقع قاعدة بيانات الأفلام السويدية (السويدية)
- جيم وايز على موقع ديسكوغز (الإنجليزية)
- جيم وايز على موقع قاعدة بيانات الفيلم (الإنجليزية)
- جيم وايز على موقع كينوبويسك (الروسية)